# Ormetica sicilia
Ormetica sicilia är en fjärilsart som beskrevs av Druce 1884. Ormetica sicilia ingår i släktet Ormetica och familjen björnspinnare. Inga underarter finns listade i Catalogue of Life.